# Sunrise (telecomunicazioni)
Sunrise Communications AG è un operatore di telefonia mobile e fissa svizzero, di proprietà della CVC Capital Partners che l'ha acquisita dalla danese TDC, nell'ottobre 2010. L'azienda commercializza altresì servizi con il marchio Yallo.

## Storia
L'azienda fu fondata il 23 gennaio 2001, dopo la fusione di Sunrise e diAx nella TDC Switzerland AG. Dopo aver assunto, il 4 ottobre 2007, la denominazione Sunrise Communications AG, nel 2010 ha abbandonato l'ex quartier generale di Zurigo-Nord, pur mantenendo la sede legale nella città e altre sedi centrali a Berna, Bienne, Losanna e Manno. Dall'11 novembre 2020, Sunrise e UPC si sono unite a seguito di una fusione che viene completata il 23 maggio 2022. Da questo momento Sunrise diventa il marchio ufficiale prendendo il posto di Sunrise-UPC..

## Rete Sunrise
Sunrise è uno dei pochi provider svizzeri a gestire la propria rete mobile. In Svizzera detiene una quota di mercato del 25% (a partire dal 2020), diventando il secondo operatore di rete mobile del paese. Secondo Sunrise, sono gestite le seguenti reti: 3G (UMTS), 4G (LTE), 4G /LTE Advanced, 5G e la rete di fibra ottica.
Alcuni operatori virtuali sfruttano la rete mobile di Sunrise per offrire i propri servizi. Questo è il caso di Lebara e delle offerte pubblicizzate con il marchio Yallo.